# 戈費克山
47°45′32″N 13°40′58″E / 47.75889°N 13.68269°E
戈費克山（德語：Goffeck），是奧地利的山峰，位於該國北部，由上奧地利州負責管轄，屬於赫倫格山的一部分，海拔高度1,034米，每年平均降雨量1,801毫米。